# Werner Stötzer
Werner Stötzer (Sonneberg, 2 april 1931 – Seelow-Altlangsow, 22 juli 2010) was een Duitse beeldhouwer en tekenaar.

## Leven en werk
Stötzer ontving een basisopleiding modelleren van poppen aan de beroepsopleiding van een speelgoedfabriek in Sonneberg in Thüringen. Van 1949 tot 1951 studeerde hij aan de Hochschule für Baukunst und Bildende Künste in Weimar en van 1951 tot 1953 bij Eugen Hoffmann en Walter Arnold aan de Hochschule für Bildende Künste in Dresden. Hij sloot zijn studie af als Meisterschüler (1954-1958) bij de beeldhouwer Gustav Seitz aan de Akademie der Künste in Berlijn. Vanaf 1958 was hij werkzaam als vrij kunstenaar. In 1962 kreeg hij de Will-Lammert-Preis en in 1975 de Käthe-Kollwitz-Preis van de Deutsche Akademie der Künste der DDR. Hij ontving tweemaal de Nationalpreis der DDR, in 1977 en in 1986.
Van 1975 tot 1978 was Stötzer als gastdocent verbonden aan de Kunsthochschule Berlin-Weißensee en van 1987 tot 1990 was hij hoogleraar beeldhouwkunst aan de Akademie der Künste in Oost-Berlijn. Hij was vanaf 1978 gewoon lid en van 1990 tot 1993 vicevoorzitter van de Berlijnse Akademie der Künste. In 1994 kreeg Stötzer de Ernst-Rietschel-Kunstpreis voor beeldhouwkunst en in 2008 de Brandenburgischer Kunstpreis voor zijn gehele oeuvre.
Stötzer woonde en werkte met zijn echtgenote, de beeldhouwster Sylvia Hagen, van 1980 tot zijn dood in de voormalige pastorie van Altlangsow in het district Märkisch-Oderland van de deelstaat Brandenburg. Hij overleed thuis op 79-jarige leeftijd na een langdurig ziekbed. Stötzer werd op 31 juli 2010 begraven op Friedhof Altlangsow.

## Werken (selectie)
- 1956 Sitzender Junge, Berlin-Prenzlauer Berg
- 1958/61 reliëf Fragen eines lesenden Arbeiters (naar Bertolt Brecht met wie Stötzer bevriend was) en sculptuur Lesender Arbeiter, Staatsbibliothek zu Berlin, Berlin-Mitte
- 1963 buste Gerhard Kettner
- 1965 marmerreliëf Trauernde Frauen
- 1966-1968 bronzen deur, Kloster Unser Lieben Frauen in Maagdenburg

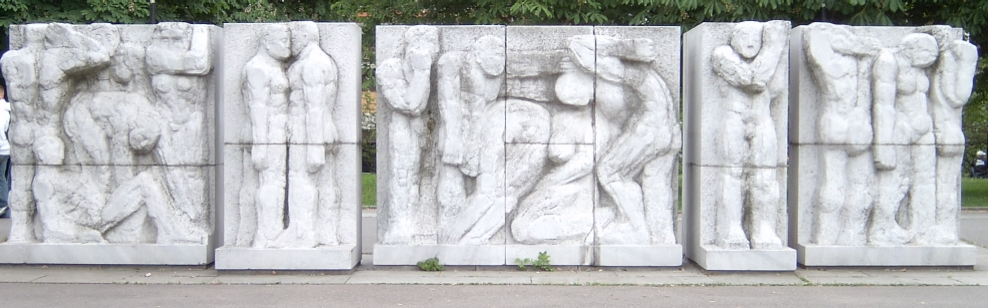
Marmerreliëf Alte Welt, Marx-Engels-Forum (1985/86)

- 1967 Sitzende, Volkspark Friedrichshain in Berlijn
- 1967 Babi Jar, reliëf en lithografie
- 1970/80 ontwerp bronzen deur met scènes uit het leven van de "Ongelovige Thomas" voor de Thomaskirche in Erfurt, die pas ver na de Duitse hereniging werd geplaatst en in 1998 gewijd
- 1973/74 Kleine Auschwitzgruppe, Museum Junge Kunst in Berlijn[6]
- 1981 Große Sitzende, Friedhofstraße in Ravensburg (particuliere collectie)
- 1986 Saale und Werra, sculpturenpark in Maagdenburg, in Berlin-Wilmersdorf en in Ravensburg
- 1985/86 marmerreliëf Alte Welt als onderdeel van het Marx-Engels-Forum in Berlin-Mitte
- 1991 Große Sitzende, Internationales Bildhauersymposion Formen für Europa – Formen aus Stein in Syke
- 1998 Große Stehende, aan de Alte Strom in Warnemünde
- 1998 Liegende, in het beeldenpark van het Lehmbruck-Museum in Duisburg
- 19?? Schmerzensmadonna, Kiliansplatz in Würzburg

## Fotogalerij

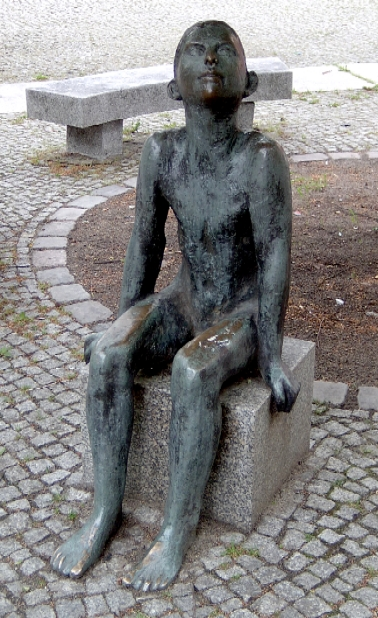
Sitzender Junge (1956)
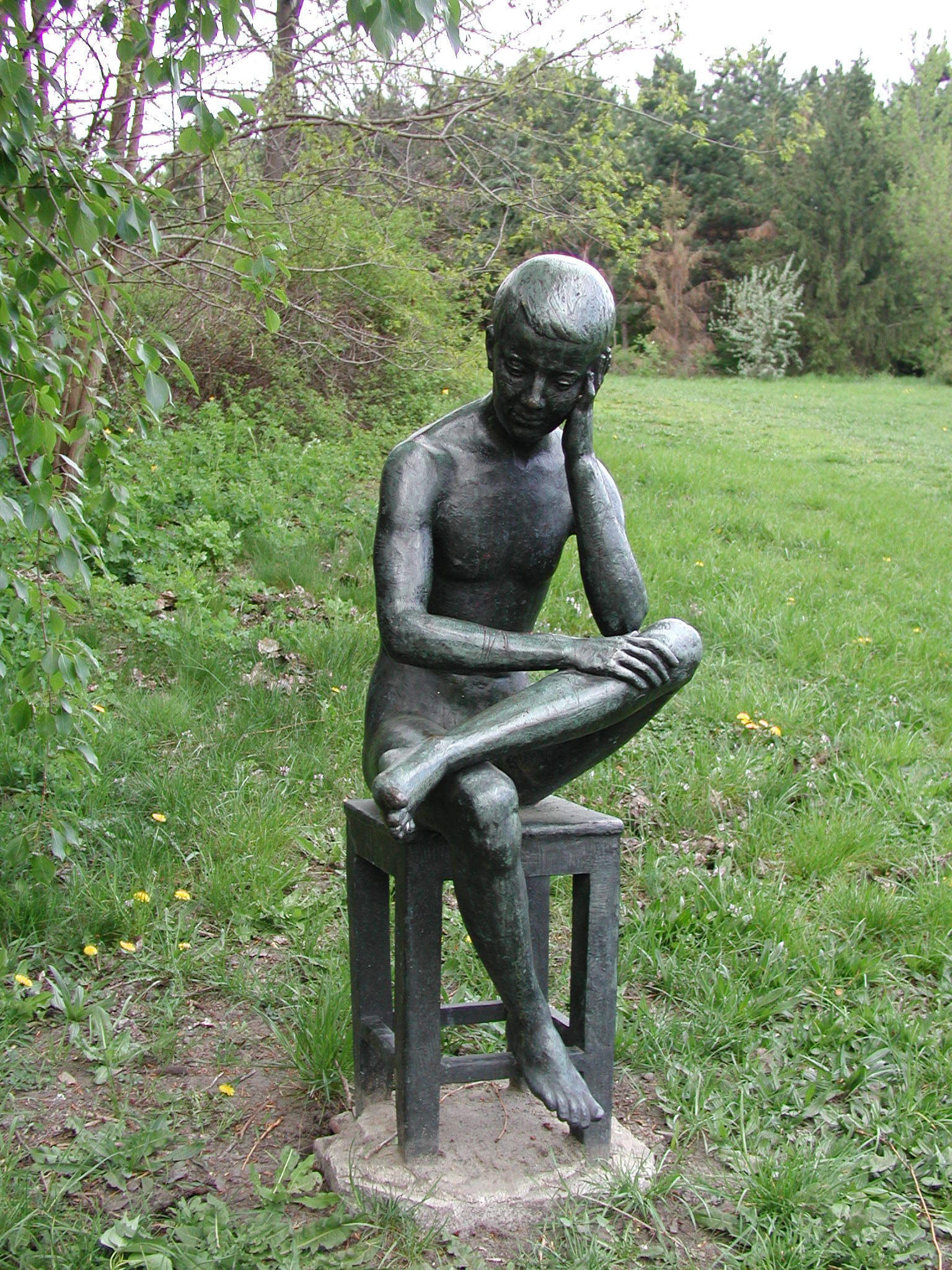
Sitzende
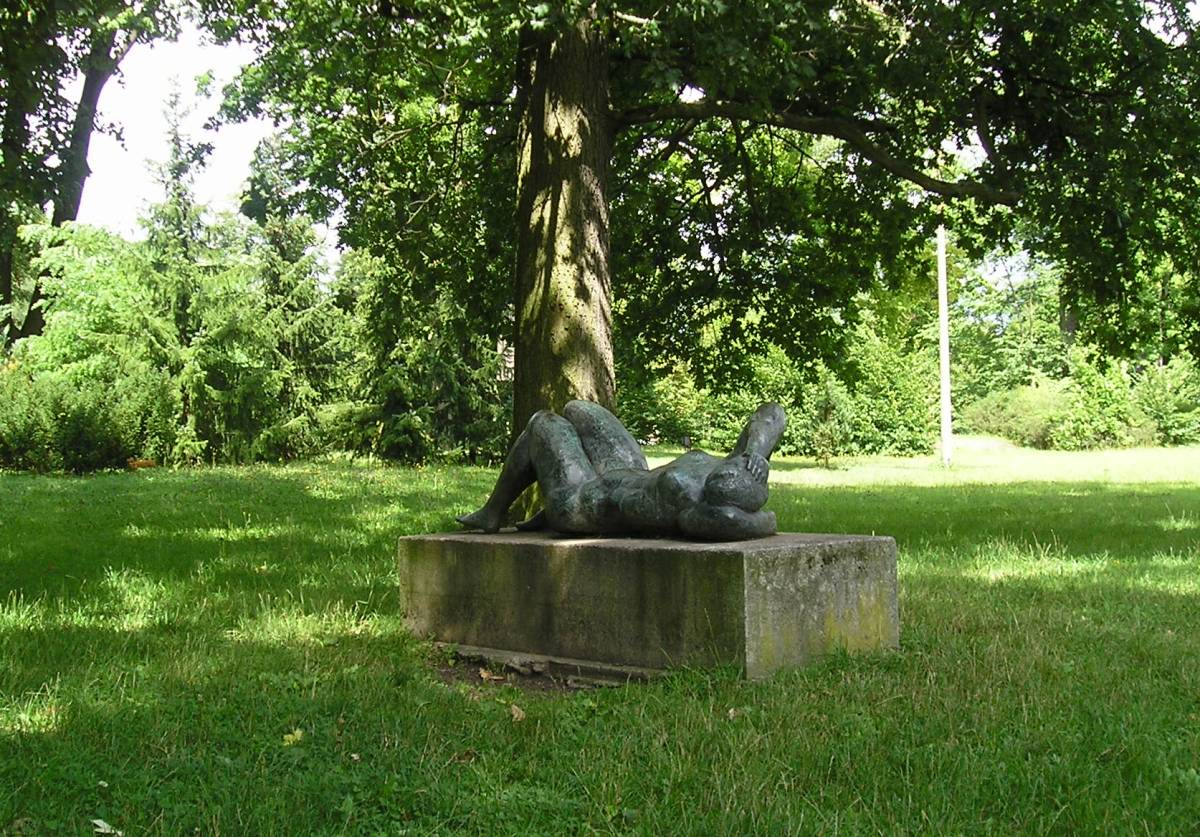
Liegende in Schlosspark Meiningen, Meiningen
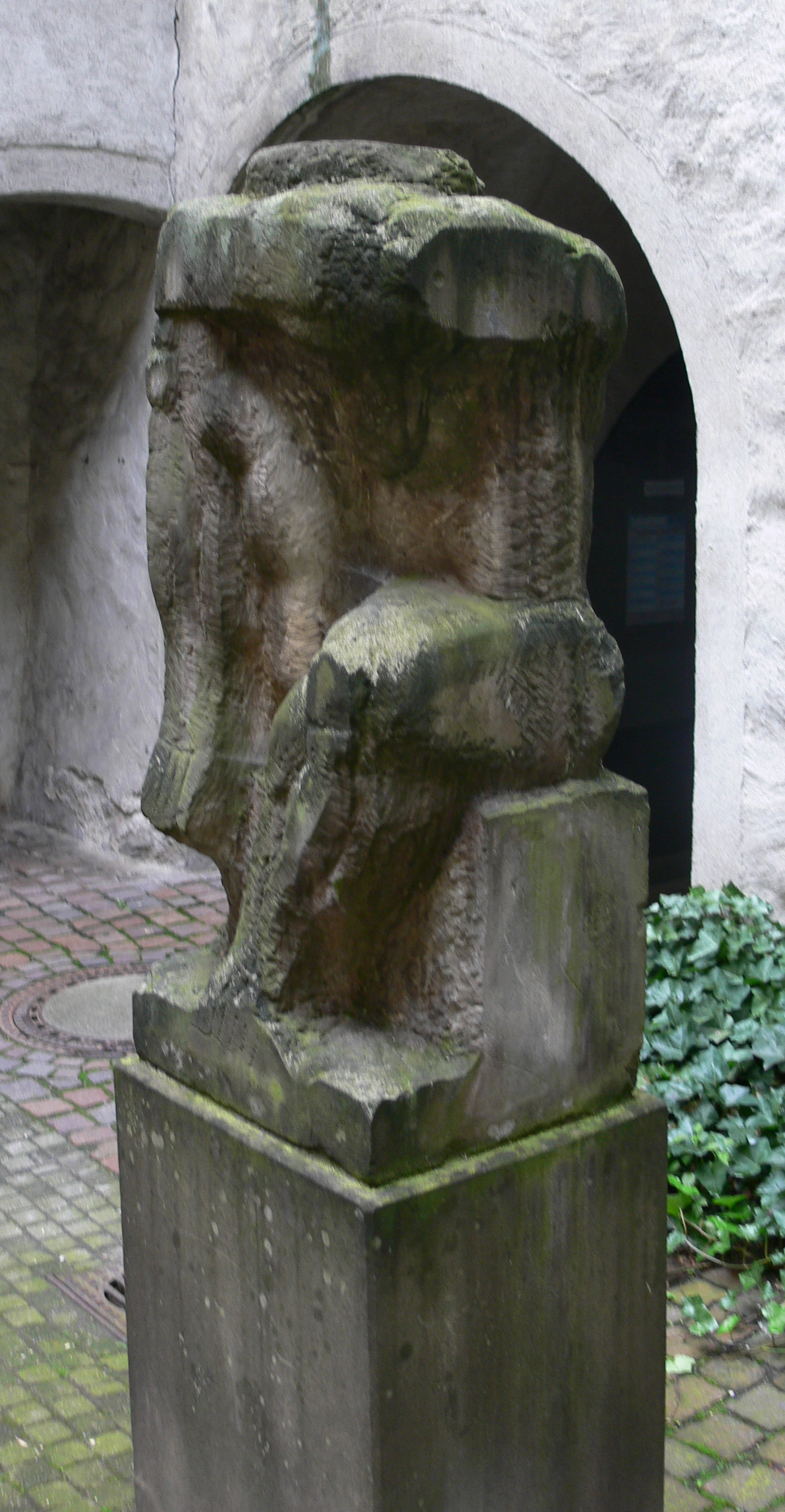
Sitzende - Wanderung an kleine Bächen, Ravensburg
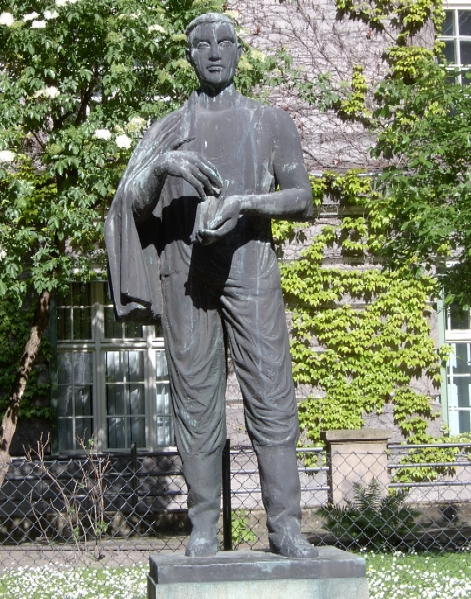
Fragen eines lesenden Arbeiters (1958/61)
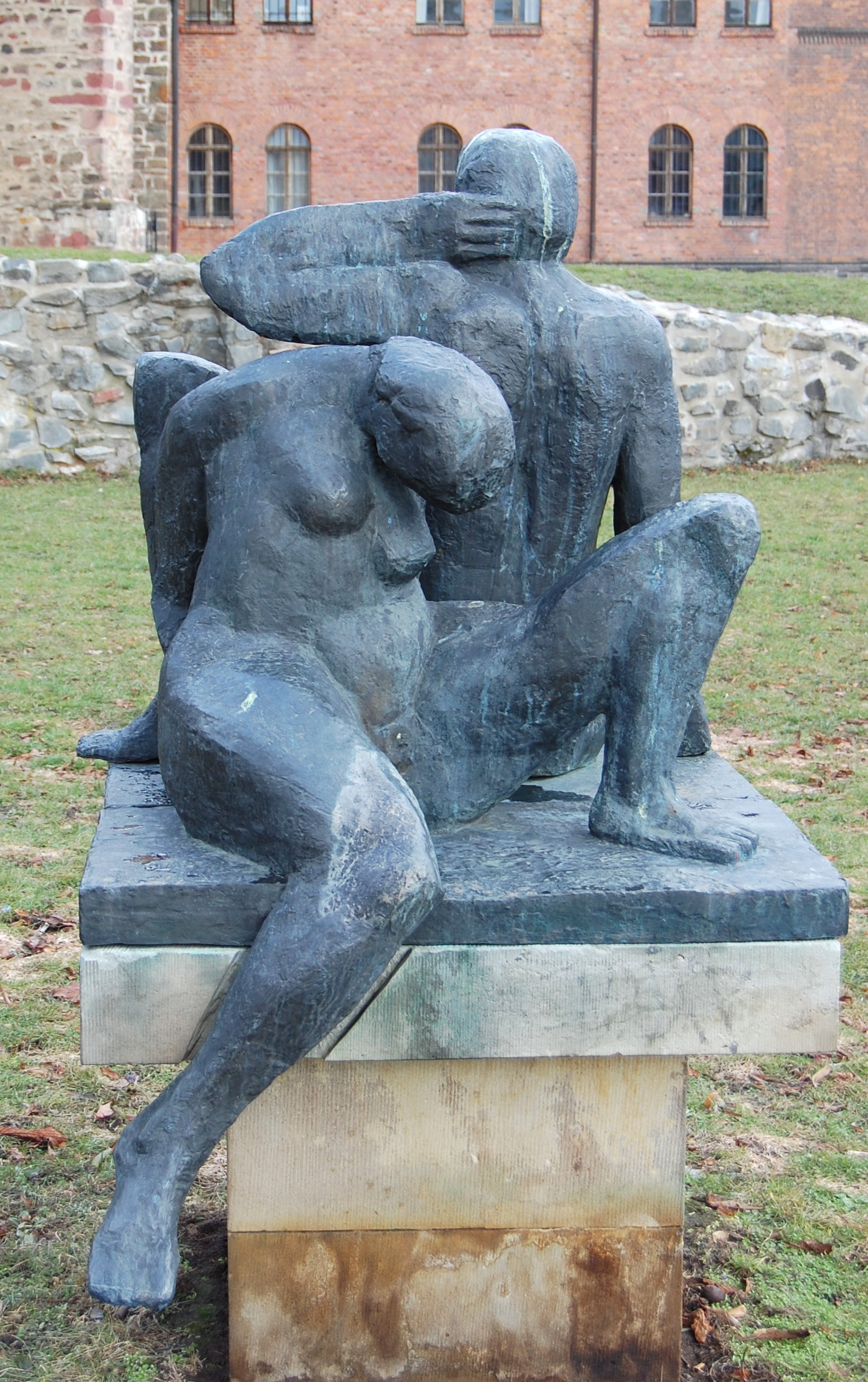
Saale und Werra (1986)
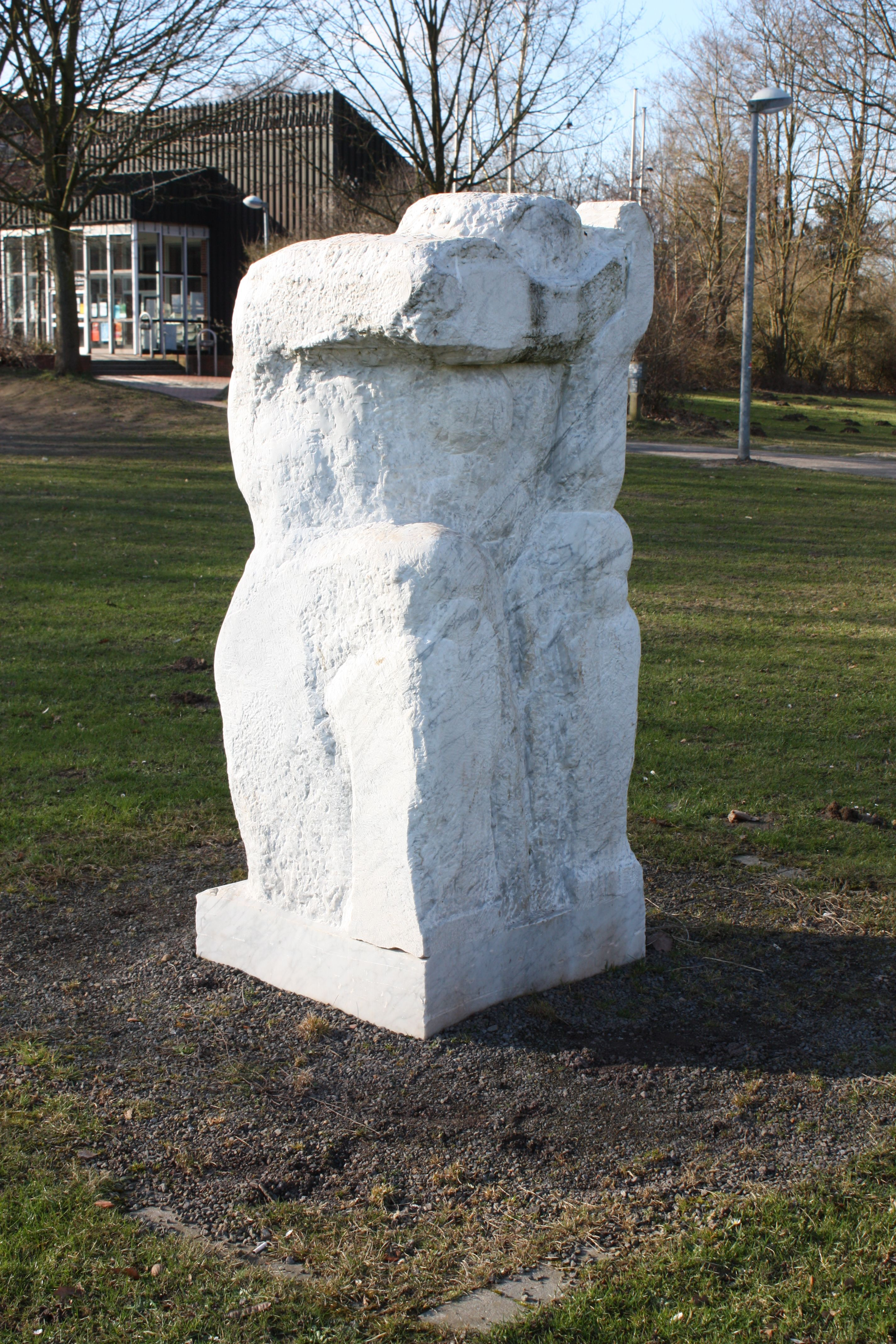
Große Sitzende (1991), Syke
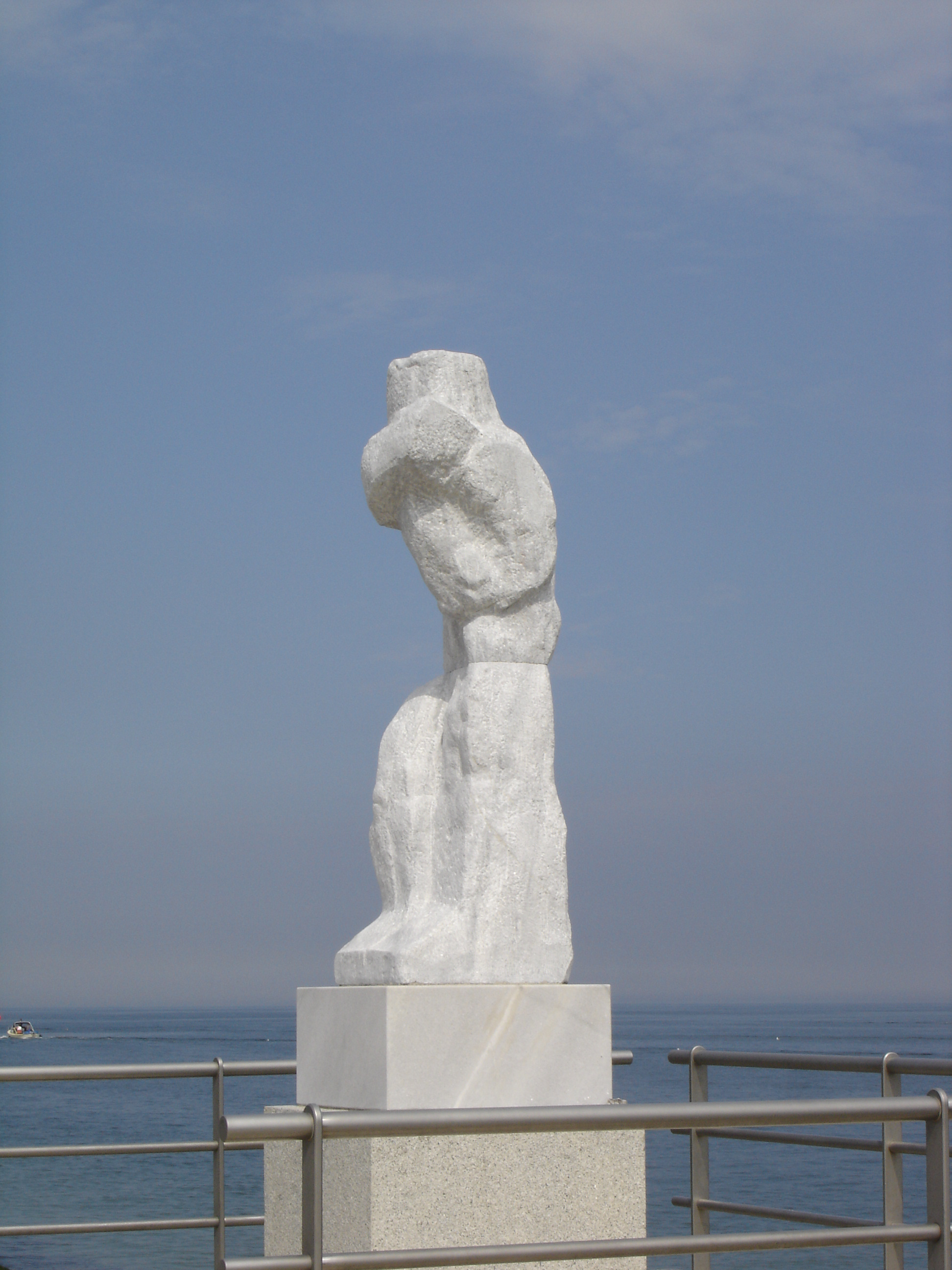
Große Stehende (1998)
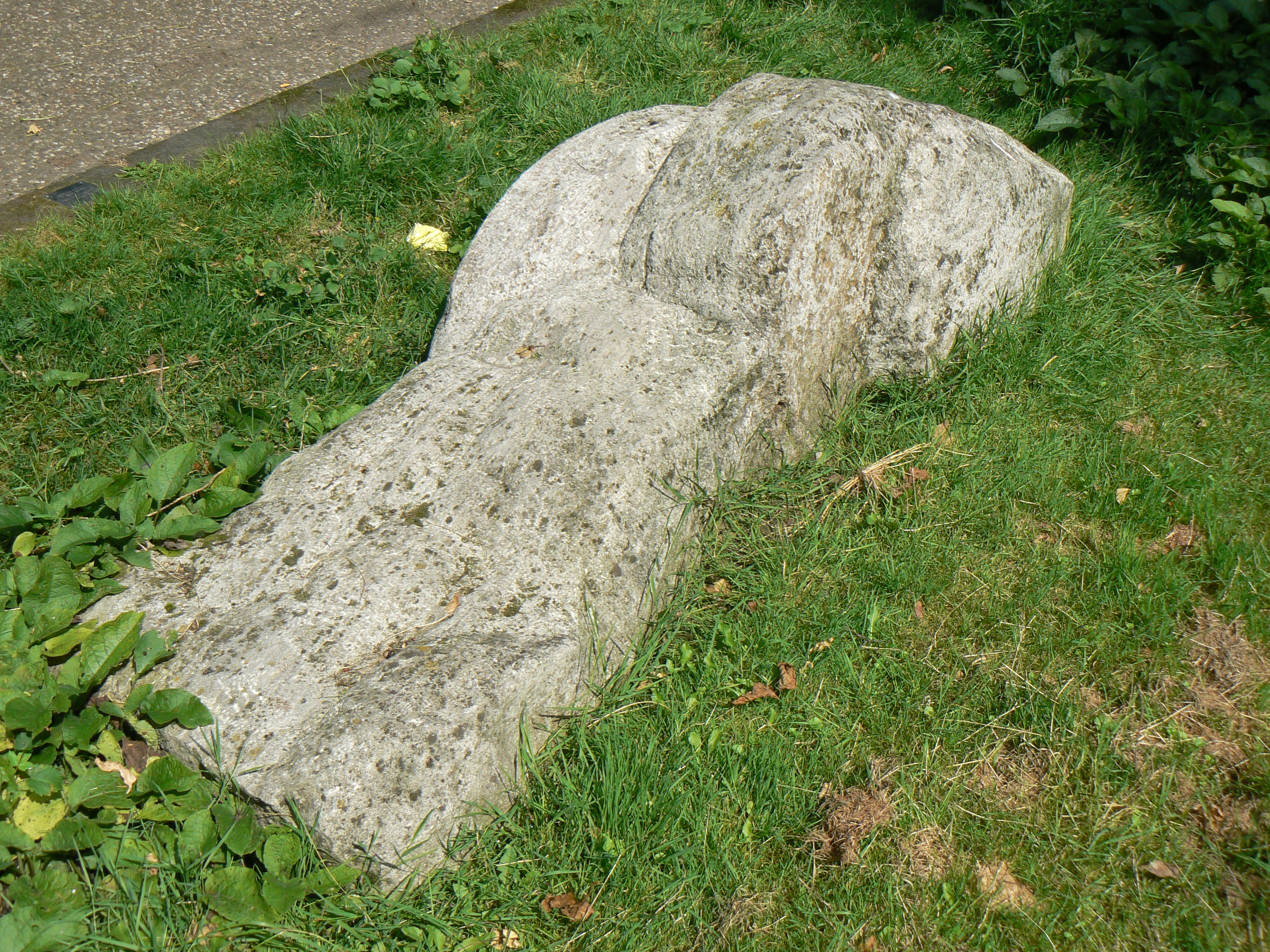
Liegende (1998)
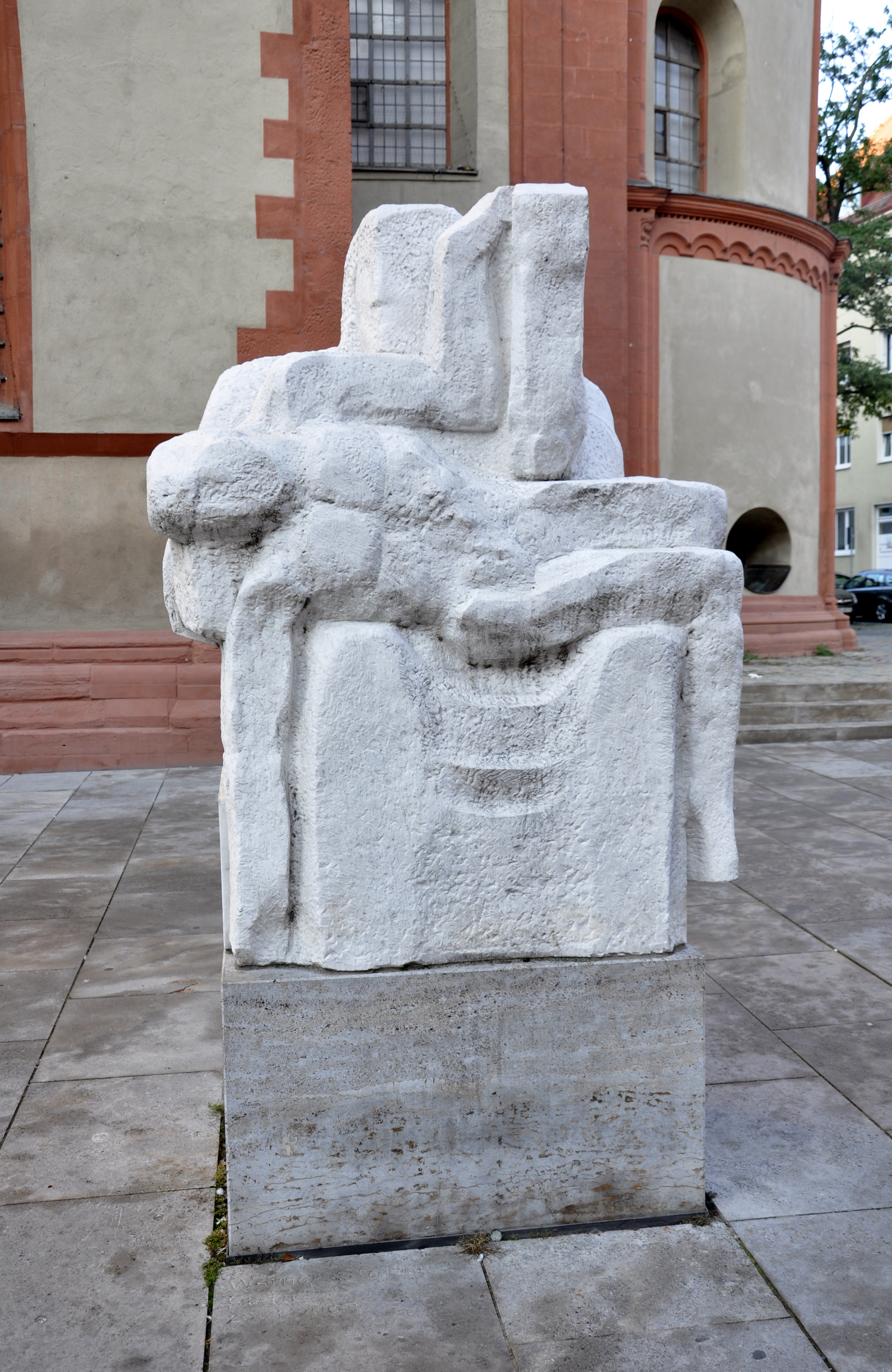
Schmerzensmadonna, Würzburg
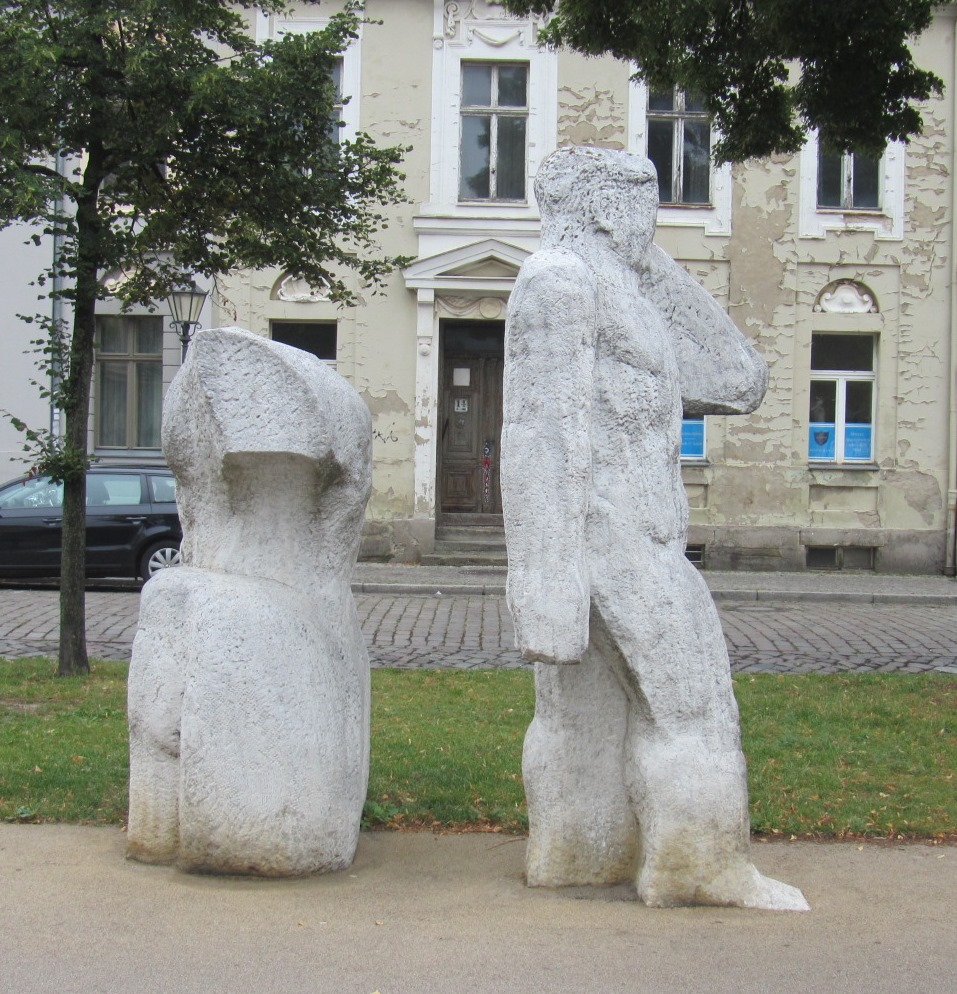
Toleranz (1992), Potsdam